# Featherstone
Featherstone è un paese di 16 375 abitanti della contea del West Yorkshire, in Inghilterra.